# Відкритий чемпіонат Австралії з тенісу 1999
Відкритий чемпіонат Австралії з тенісу 1999 — тенісний турнір, що проходив між 18 січня та 31 січня 1999 року на кортах Мельбурн-Парку в Мельбурні, Австралія. Це був 87-ий чемпіонат Австралії з тенісу і перший турнір Великого шолома в 1999 році. Турнір входив до програм ATP та WTA турів.

## Події
Свої титули в одиночній грі захищали Петр Корда та Мартіна Хінгіс. Хінгіс вдалося це зробити, вона стала чемпіонкою Австралії втретє поспіль. А Корда програв у третьому колі Тодду Мартіну. Переміг у чоловічому одиночному розряді Євген Кафельніков. Він став першим чемпіоном Австралії з Росії. Для нього це був другий титул Великого шолома. 
У чоловічому парному розряді Юнас Бйоркман захистив титул чемпіона Австралії з новим партнером, Патріком Рафтером. У парному жіночому розряді Мартіна Хінгіс також відстояла звання чемпіонки з новою партнеркою, Ганною Курніковою. Для Курнікової це був перший титул Великого шолома. 
Південноафриканська пара де Свардт / Адамс виграла змагання змішаних пар на турнірах Великого шолома вперше.

## Результати фінальних матчів

### Дорослі
| Одиночний розряд. Чоловіки    |                                 |                                |
| Євген Кафельніков             | Томас Енквіст                   | 4–6, 6–0, 6–3, 7–6(7–1)        |
|                               |                                 |                                |
| Одиночний розряд. Жінки       |                                 |                                |
| Мартіна Хінгіс                | Амелі Моресмо                   | 6–2, 6–3                       |
|                               |                                 |                                |
| Парний розряд. Чоловіки       |                                 |                                |
| Йонас Бйоркман Патрік Рафтер  | Магеш Бгупаті Леандер Паес      | 6–3, 4–6, 6–4, 6–7(10–12), 6–4 |
|                               |                                 |                                |
| Парний розряд. Жінки          |                                 |                                |
| Мартіна Хінгіс Анна Курникова | Ліндсі Девенпорт Наташа Звєрєва | 7–5, 6–3                       |
|                               |                                 |                                |
| Мікст                         |                                 |                                |
| Маріан де Свардт Девід Адамс  | Серена Вільямс Макс Мирний      | 6–4, 4–6, 7–6(7–5)             |
|                               |                                 |                                |

### Юніори
| Одиночний розряд. Хлопці       |                                  |               |
| Крістіан Плесс                 | Михайло Южний                    | 6–4, 6–3      |
|                                |                                  |               |
| Одиночний розряд. Дівчата      |                                  |               |
| Віржіні Раззано                | Катаріна Баштернакова            | 6–1, 6–1      |
|                                |                                  |               |
| Парний розряд. Хлопці          |                                  |               |
| Юрген Мельцер Крістіан Плесс   | Ладіслав Храмоста Міхал Навратіл | 6–7, 6–3, 6–0 |
|                                |                                  |               |
| Парний розряд. Дівчата         |                                  |               |
| Елені Даніліду Віржіні Раззано | Наталі Грандін Ніколь Ренкен     | 6–1, 6–1      |
|                                |                                  |               |